# Каменцев Володимир Михайлович
Володимир Михайлович Каменцев (нар. 8 січня 1928, Москва — 3 травня 2003, Москва) — радянський державний діяч, міністр рибного господарства СРСР, заступник голови Ради Міністрів СРСР. Кандидат у члени ЦК КПРС у 1981—1986 роках. Член ЦК КПРС у 1986—1990 роках. Депутат Верховної Ради СРСР 10—11-го скликань (у 1982—1989 роках).

## Біографія
Народився в родині лікарів.
У 1942—1944 роках — кочегар пароплава, токар судноремонтного заводу, моторист теплохода на підприємствах Московського річкового пароплавства.
У 1950 році закінчив Московський технічний інститут рибної промисловості і господарства.
У 1950—1953 роках — інженер-теплотехнік, начальник конструкторського бюро Мурманської експериментальної бази тралового флоту об'єднання «Мурманриба» Мурманської області РРФСР. У 1953—1957 роках — головний інженер заводу об'єднання «Мурманриба» Головного управління рибної промисловості Мурманського басейну.
Член КПРС з 1954 року.
У 1957—1962 роках — головний інженер управління рибної промисловості, заступник голови Мурманської Ради народного господарства.
У червні 1962 — січні 1963 року — заступник голови Державного комітету по рибному господарству Ради Міністрів СРСР. У січні 1963 — травні 1964 року — заступник голови Державного комітету по рибному господарству при Раді народного господарства СРСР. У 1964—1965 роках — 1-й заступник голови Державного виробничого комітету по рибному господарству СРСР.
У жовтні 1965 — лютому 1979 року — 1-й заступник міністра рибного господарства СРСР.
14 лютого 1979 — 1 вересня 1986 року — міністр рибного господарства СРСР.
1 вересня 1986 — 7 червня 1989 року — заступник голови Ради Міністрів СРСР. Одночасно у 1986—1989 роках — голова Державної зовнішньоекономічної комісії Ради Міністрів СРСР.
З червня 1989 року — персональний пенсіонер союзного значення в Москві.

## Нагороди та звання
- орден Жовтневої Революції
- три ордени Трудового Червоного Прапора
- медалі